# Les Noticies
Les Noticies fue un semanario fundado en Oviedo (Principado de Asturias) en 1996 por la editorial Publicaciones Ámbitu. Escrito íntegramente en asturiano, se autodefinía como «semanario independiente de información general». En el año 2011 el director de publicaciones era Henrique G. Facuriella. El semanario fue cerrado el 18 de diciembre de 2012.

## Historia
El número 1 del semanario Les Noticies salió a la calle el 6 de septiembre de 1996. En agosto de ese mismo año, en el marco de la Feria Internacional de Muestras de Asturias, se presentó el número cero con gran repercusión: era el primer periódico escrito en su totalidad en asturiano desde que en 1901 apareciera en Gijón el primer número del semanario regionalista Ixuxú. 
En aquella presentación en sociedad, el editor de Les Noticies y primer director del periódico, Inaciu Iglesias, apuntó las líneas maestras del proyecto editorial: «Nuestro compromiso es con los asturianos, con nuestros lectores y con su cultura particular. Ese vínculo ético vamos a renovarlo semana a semana hasta conseguir asentar un proyecto a todas luces necesario».
El periódico, que acaba de cumplir 15 años de publicación ininterrumpida, surgió de la iniciativa de la que hasta entonces era la asociación cultural Ámbitu, centrada en desarrollar variadas actividades alrededor de la publicación de textos en asturiano. La asociación, encabezada por un grupo de empresarios, decide profesionalizarse y se convierte en Publicaciones Ámbitu S. L., empresa editorial que se marca como objetivo la rentabilidad en un mercado entonces por explorar: el de la prensa en asturiano. Les Noticies nacía así como el primer proyecto profesional de la historia de los medios de comunicación en lengua asturiana. 
El semanario comienza su andadura desde el Centro Europeo de Empresas de Llanera, en el que permanece hasta el traslado de su redacción al centro de Oviedo. Desde su origen, se imprime en la planta del diario El Comercio en Gijón.

## Estructura formal
Desde su aparición, Les Noticies mantiene una estructura en cinco columnas y entre 24 y 32 páginas. El diseño y la distribución en secciones fue cambiando: el primer ejemplar era en blanco y negro, con una distribución en secciones similar a la de un diario. Con el tiempo, el periódico introduce color en sus páginas y añade secciones: Actualidá, centrada en el análisis político,  Opinión y Cultura. Además, incluye habituales columnas de opinión de autores como Berta Piñán, Marta Mori, Esther Prieto, Xabiero Cayarga, Pablo X. Suárez, Faustino Zapico, Fonso Velázquez, Ismael G. Arias o Josep M. Freixes, este último desde Cataluña.

## Difusión
A falta de un control por organismos independientes, la editora de Les Noticies habla desde el inicio de su actividad de una tirada de 5.000 ejemplares y alrededor de 20.000 lectores. Se distribuía todos los viernes en los quioscos de Asturias y tenía suscriptores en todo el mundo.